# 그리고리 도브리긴

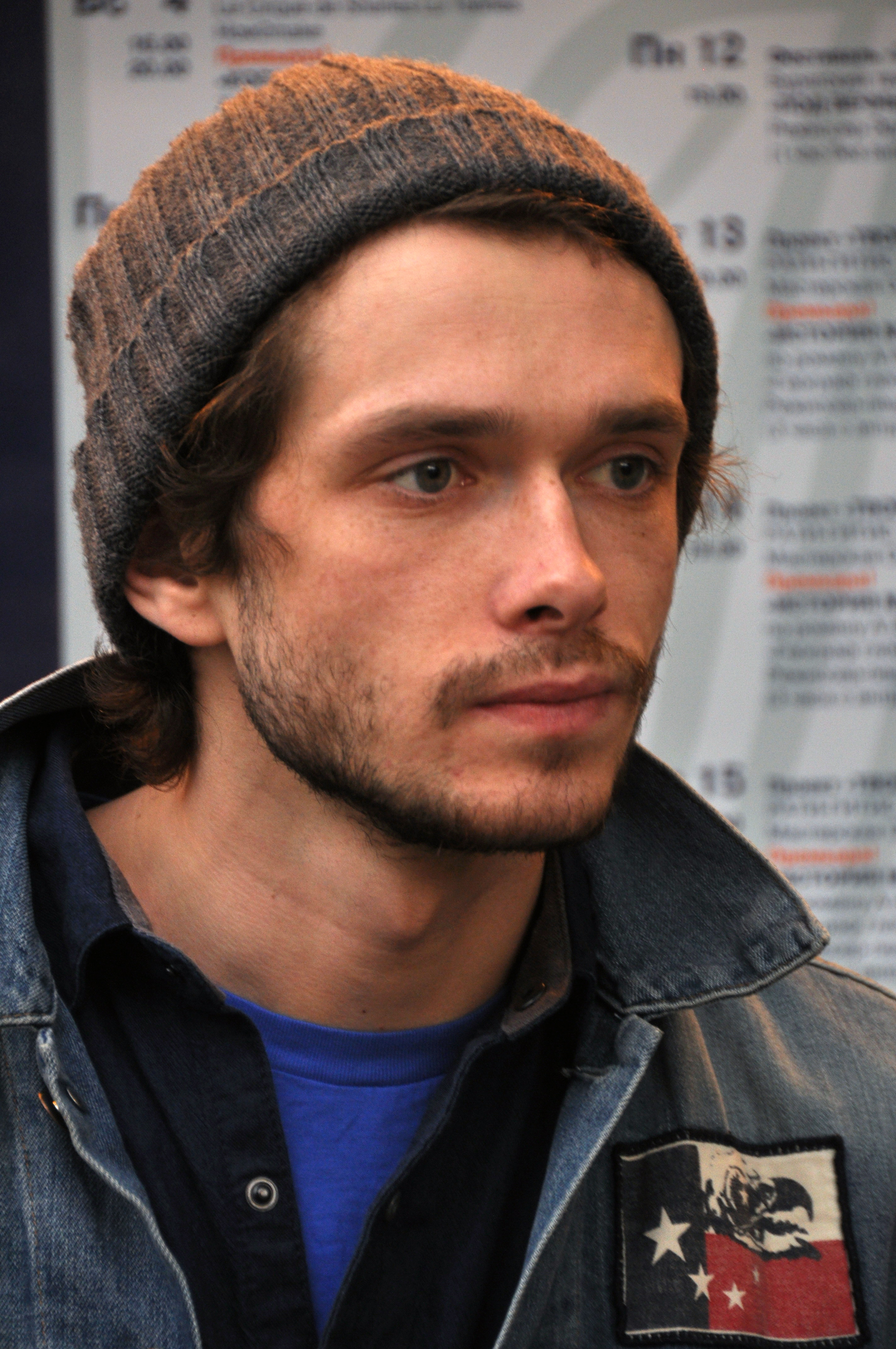

그리고리 도브리긴(Grigoriy Dobrygin, 1986년 2월 17일 ~ )은 러시아의 배우, 각본가, 연극 배우, 영화배우, 영화 감독, 무대 연출가이다.
캄차카 변경주의 빌류친스크에서 태어났다.

## 영화
- 시나667 (2019년)
- 그레인 (2017년)
- 마틸다: 황제의 연인 (2017년) - 안드레이 블라디미로비치 대공 역
- 트레이터 (2016년) - 프린스 역
- 더 테리토리 (2015년)
- 로스트 인 반들리츠 (2014년)
- 블랙 씨 (2014년)
- 모스트 원티드 맨 (2014년) - 이사 역
- 4 데이즈 인 메이 (2011년)
- 극지대에서 보낸 지난 여름 (2010년)
- 아크타마르 (2009년) - 남자친구 역
- 블랙 라이트닝 (2009년)